# Клица (биологија)
Клица (ембрион) је мала, још неразвијена биљка. Налази се у семену, а настаје спајањем мушке и женске полне ћелије у плоднику тучка. Обично се на њој разликују следећи делови:
- корен
- стабаоце
- пупољак
- један или два котиледона (код скривеносеменица).

Биљке са једним котиледоном зову се монокотиледоне, а са два дикотиледоне.